# Burg Rotenbach
Die Burg Rotenbach ist eine abgegangene mittelalterliche Burg in Rotenbach, einem Ortsteil von Schrezheim in der Stadt Ellwangen.

## Geschichte
Die Herren von Rotenbach sind erstmals namentlich erwähnt am 24. April 1229 mit Werner von Rotenbach, eines Bruders des Ulrich von Waiblingen.  Das Rotenbachsche Wappen war ein rotes Hirschgeweih auf grünem Grund, die Herren von Waiblingen hatten dasselbe Wappen mit silbernem Grund.
Die Burg Rotenbach wurde erstmals am 1. Mai 1335 erwähnt, als der Ellwanger Abt Kuno II. seine Burgen zu Ellwangen, Kochenburg, Tannenburg und Rotenbach an den Ritter Swigger von Gundelfingen verpfändet.
Auch im Güterverzeichnis des Klosters von 1337 findet sich die Burg.
Die Burg war Stammsitz der Herren von Rotenbach, die ab dem Jahr 1109 belegt sind, deren Spur verliert sich jedoch im 15. Jahrhundert. Das Zinsregister der Fürstprobstei Ellwangen von 1485 schreibt: „Die Vest ist nun abgebrochen und es wurden Lehen daraus gemacht.“

## Beschreibung
Die Burg stand auf einem kleinen, langen Bergrücken zwischen zwei Bächen, südlich floss der Entenbach, nördlich der Mühlbach/Rotenbach. Die Bäche konnten aufgestaut werden und bildeten so einen Wassergraben. Entlang dieser Bäche existierten in früherer Zeit sieben zur Burg gehörende Weiher, in denen Fischzucht betrieben wurde.
Möglicherweise wurde die mittelalterliche Burg auf einem ehemaligen römischen Bauwerk errichtet, wie es in der Region oft vorkam.
In der Beschreibung des Oberamts Ellwangen aus dem Jahre 1896 wird die Burg als Burgstall bezeichnet, der 7,6 Meter hoch und 27 Meter lang gewesen sei.
Heute erinnert noch die „Burgstraße“ an das frühere Bauwerk.